# Huangnihe
Huangnihe är en ort i Kina. Den ligger i provinsen Jilin, i den nordöstra delen av landet, omkring 230 kilometer öster om provinshuvudstaden Changchun.
Runt Huangnihe är det ganska glesbefolkat, med 42 invånare per kvadratkilometer. Det finns inga andra samhällen i närheten. Omgivningarna runt Huangnihe är en mosaik av jordbruksmark och naturlig växtlighet.
Genomsnittlig årsnederbörd är 919 millimeter. Den regnigaste månaden är juli, med i genomsnitt 211 mm nederbörd, och den torraste är januari, med 6 mm nederbörd.